# Commodore (Royal Navy)
Commodore (Cdre) ist ein Rang der Royal Navy, eingeordnet über dem Captain und unter dem Rear-Admiral. Er hat den NATO-Rangcode OF-6. Der Rang entspricht dem Brigadier in der British Army und den Royal Marines und dem Air Commodore in der Royal Air Force. Commodore war erst seit 1997 ein substanzieller Rang in der Royal Navy. Bis dahin bezeichnete der Begriff eher eine funktionale Position als einen formellen Rang, wobei es sich um den Titel handelte, der dem leitenden Offizier einer Flotte von mindestens zwei Marineschiffen verliehen wurde. In diesem Fall könnte beispielsweise ein Lieutenant im materiellen Rang für die Dauer des Kommandos ein Commodore sein.

## Geschichte
Der Rang eines Commodore wurde im November 1674 im 17. Jahrhundert eingeführt (obwohl erst 1806 gesetzlich verankert). 1684 führte die Marine zwei Klassen von Commodore ein, die erste als Commodore Distinction und die andere als Commodore Ordinary bekannt; diese entwickelten sich später zu Commodores erster und zweiter Klasse. 1734 wurde der Titel eines Commodore durch einen Order in Council bestätigt. Sie wurden 1826 offiziell in die erste Klasse (diejenigen mit untergeordneten Linienkapitänen) und die zweite Klasse (diejenigen, die die Schiffe selbst befehligten) getrennt. Das St.-Georgs-Kreuz blieb als Kommandoflagge für Kommodore erster Klasse, die die gleiche Ärmelspitze trugen wie Rear-Admirals. Der weiße breite Wimpel mit roter Kugel wurde als Kommandoflagge für Kommodore zweiter Klasse eingeführt. Die Ernennung zum Commodore First Class ist seit 1958 in der schwebend ausgesetzt, so dass der Wimpel mit einem einzigen roten Ball zurückbleibt, um alle Commodores der Royal Navy abzudecken.
Moderne Commodores tragen die Ärmelspitze, die früher von Commodores zweiter Klasse getragen wurde. Commodore war erst seit 1997 ein wesentlicher Rang in der Royal Navy. Davor war es eine Ernennung, die hochrangigen Kapitänen in bestimmten Positionen verliehen wurde. Beispielsweise könnte der Oberbefehlshaber von Zerstörern innerhalb einer Flotte der Royal Navy den Titel „Commodore (D)“ tragen, während der Oberbefehlshaber von U-Booten der Flotte den Titel „Commodore (S)“ tragen könnte, obwohl dies in beiden Fällen eher eine Ernennung als ein Rang ist. Während des Ersten Weltkriegs war der Titel „Commodore (T)“ der Offizier, der Torpedoboot-Flottillen befehligte.

## Beförderungspfad
Von 1570 bis 1864 war die Royal Navy in farbige Staffeln eingeteilt, die den Karriereweg eines Offiziers bestimmten.

## Rangabzeichen und persönliche Flagge

Commodore–Kommandoflagge
Commodore–Rangabzeichen

Die Rangabzeichen eines modernen Kommodore bestehen aus einem 45 Millimeter breiten Band aus goldener Spitze mit einem Kreis aus 13 Millimeter breiter Spitze mit einem Durchmesser von 45 Millimetern darüber.